# Zona Monumental de Carmen Alto

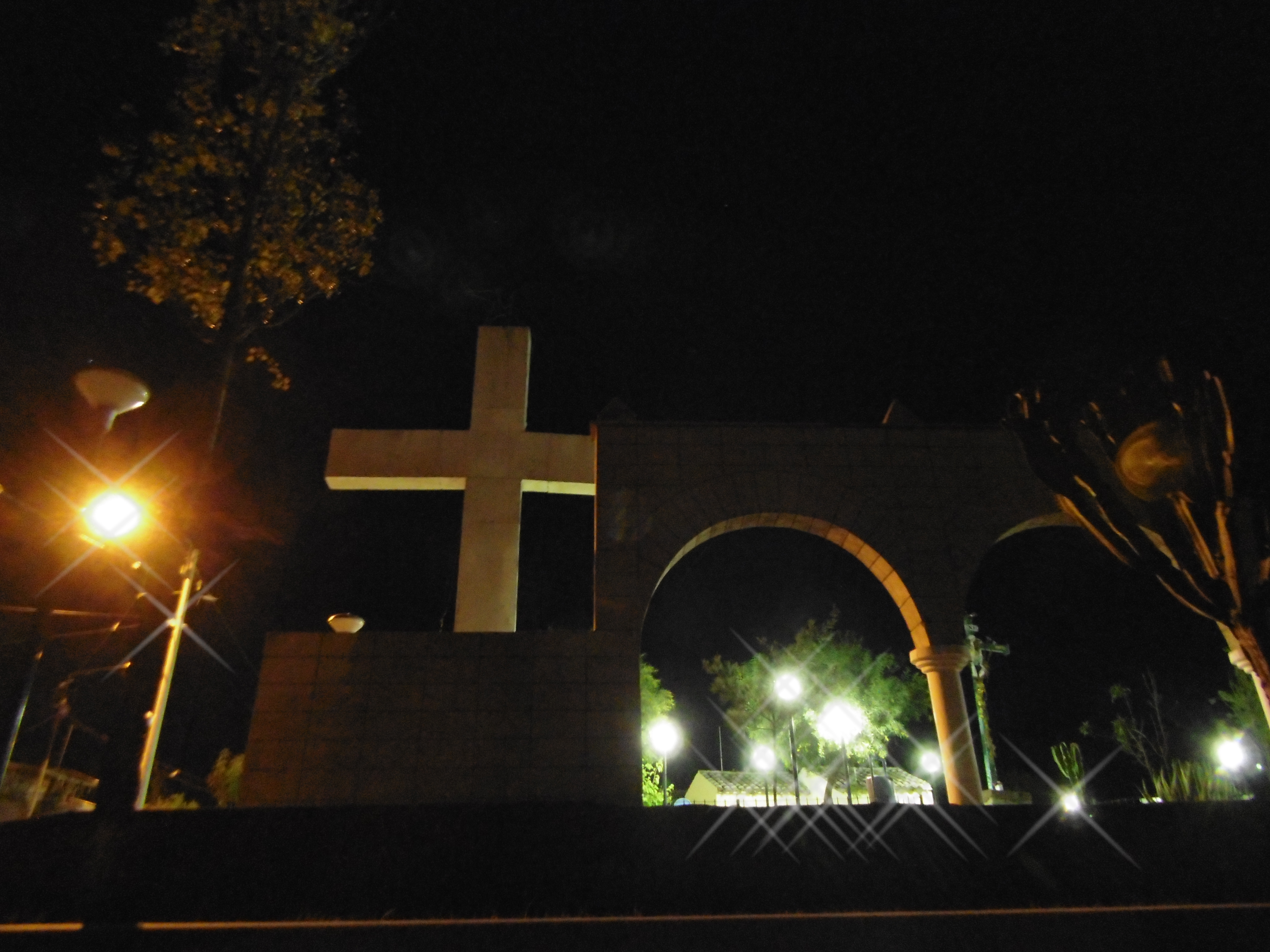

La Zona Monumental de Carmen Alto es el casco histórico ubicado en el distrito de Carmen Alto, en la Provincia de Huamanga, Ayacucho, Perú. La zona monumental es «Patrimonio Cultural de la Nación» desde el 28 de diciembre de 1989. La zona monumental es conocida por sus casonas coloniales.
La zona monumental de Carmen Alto está comprendida dentro de los siguientes límites según el R.S.N°2900-72-ED del 28 de diciembre de 1989: "Es el área comprendida dentro del perímetro formado por los límites con los distritos de Ayacucho y Carmen Alto, y el Cerro de Acuchirnay."

## Lugares de interés
- Templo de Carmen Alto[2]